# ألكسندر ديموفسكيخ
ألكسندر ديموفسكيخ ((بالإنجليزية: Alexandr Dymovskikh)) (من مواليد 5 أغسطس 1983) هو متسابق دراجات من كازاخستان.
شارك في دورة الألعاب الآسيوية 2006 في الدوحة، قطر.